# Meiningen
Meiningen – miasto powiatowe w środkowych Niemczech, w kraju związkowym Turyngia, siedziba administracyjna powiatu Schmalkalden-Meiningen. Leży nad rzeką Werra, liczy 26 377 mieszkańców (31 grudnia 2018). Meiningen jest częścią regionu Frankonia. Miasto pełni funkcję „gminy realizującej” (niem. „erfüllende Gemeinde”) dla dwóch gmin wiejskich: Rippershausen oraz Untermaßfeld. Do 31 grudnia 2018 taką samą funkcję miasto pełniło również dla gminy Henneberg, która dzień później została włączona w jego granice i stała się automatycznie dzielnicą. Do 30 grudnia 2019 jako  „gmina realizująca” było miasto też dla gminy Stepfershausen, która dzień później została jego dzielnicą. Do 31 grudnia 2023 jako  „gmina realizująca” było miasto również dla gminy Sülzfeld, która dzień później została jego dzielnicą.
Przez miejscowość przebiega szlak rowerowy doliny Werry.
W mieście rozwinął się niewielki przemysł maszynowy, metalowy, włókienniczy oraz drzewny. Powstała tu firma ADVA Optical Networking.
W mieście znajduje się stacja kolejowa Meiningen.
Osada plemienna Turyngów, od 1008 własność biskupów. W XVI w. produkcja sukna. W końcu XIX wieku miasto słynęło ze znakomitego teatru oraz orkiestry, którą kierował m.in. Hans von Bülow, a dyrygował tutaj Johannes Brahms, Richard Strauss, Max Reger.

## Gospodarka
W mieście rozwinął się przemysł elektroniczny, maszynowy, metalowy, odzieżowy oraz drzewny.

## Warunki naturalne

### Klimat

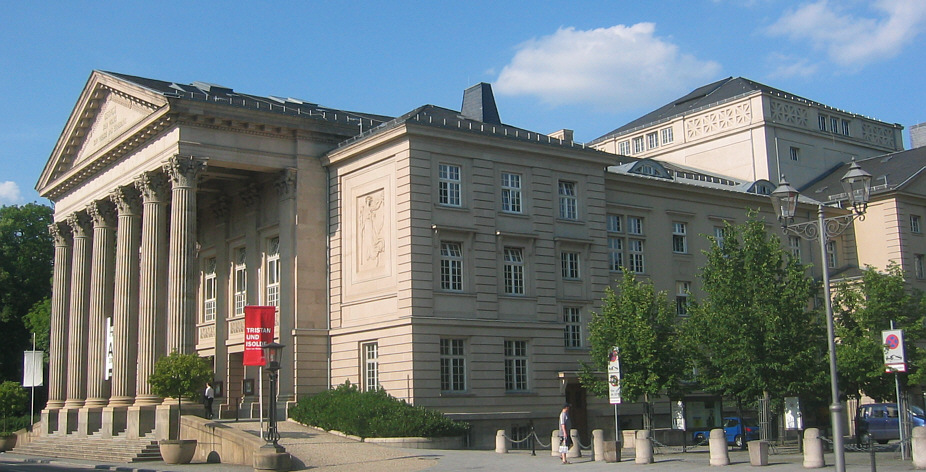
Meiningen, teatr

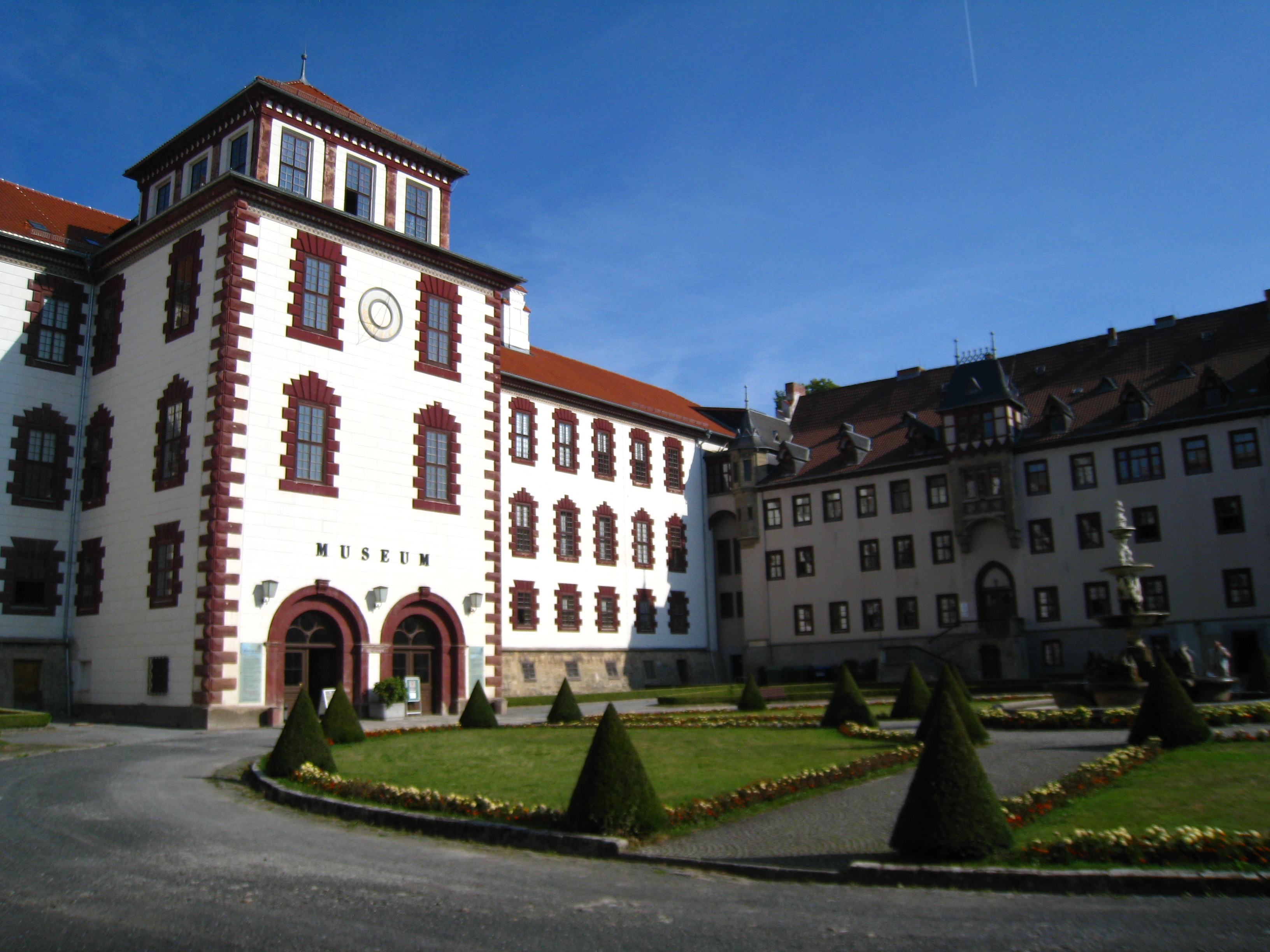
Zamek Elżbiety

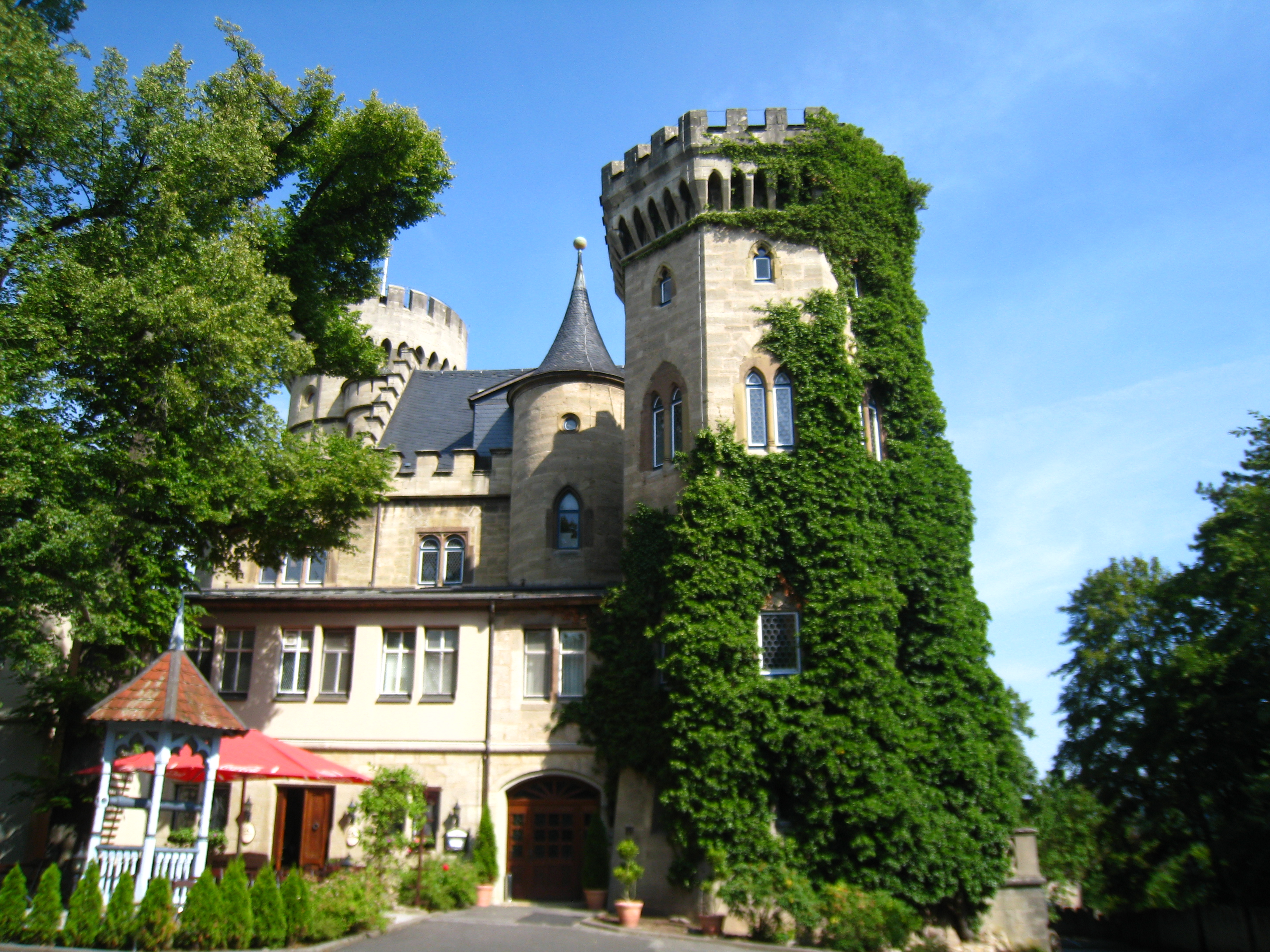
Zamek Landsberg

| Miesiąc                                      | Sty   | Lut   | Mar   | Kwi   | Maj  | Cze  | Lip  | Sie  | Wrz  | Paź  | Lis   | Gru   | Roczna |
| -------------------------------------------- | ----- | ----- | ----- | ----- | ---- | ---- | ---- | ---- | ---- | ---- | ----- | ----- | ------ |
| Rekordy maksymalnej temperatury [°C]         | 13.7  | 14.6  | 21.1  | 28.7  | 30.4 | 33.1 | 35.7 | 36.1 | 30.4 | 25.0 | 16.5  | 13.9  | 36,1   |
| Średnie temperatury w dzień [°C]             | 1.2   | 2.6   | 7.4   | 12.4  | 17.1 | 19.8 | 22.2 | 22.0 | 17.5 | 11.8 | 5.5   | 2.2   | 11,8   |
| Średnie dobowe temperatury [°C]              | -1.1  | -0.3  | 3.6   | 7.7   | 12.2 | 15.0 | 17.2 | 17.0 | 13.1 | 8.3  | 3.1   | 0.0   | 8,0    |
| Średnie temperatury w nocy [°C]              | -3.5  | -3.3  | -0.1  | 3.0   | 7.2  | 10.2 | 12.2 | 11.9 | 8.6  | 4.8  | 0.8   | -2.1  | 4,1    |
| Rekordy minimalnej temperatury [°C]          | -20.4 | -19.2 | -19.1 | -10.7 | -3.0 | 1.1  | 4.2  | 2.4  | -1.2 | -6.8 | -13.3 | -18.9 | −20,4  |
| Opady [mm]                                   | 54.1  | 39.5  | 46.9  | 40.8  | 59.5 | 64.5 | 72.9 | 59.1 | 54.4 | 52.1 | 54.8  | 60.9  | 659,5  |
| Źródło: Meiningen - wetterlabs.de 2021-07-05 |       |       |       |       |      |      |      |      |      |      |       |       |        |

## Zabytki
- Zamek Elżbiety (niem. Schloss Elisabethenburg) – barokowy zamek zbudowany w latach 1682–1692. Do 1918 roku rezydencja książąt Saksonii-Meiningen.
- Zamek Landsberg (niem. Schloss Landsberg) – neogotycki zamek zbudowany w latach 1836–1840 na zlecenie księcia Bernarda II. Jest on położony na szczycie góry na północnym skraju miasta.

## Miasta partnerskie
Miejscowości partnerskie:
- Adelaide, Australia
- Bussy-Saint-Georges, Francja
- Meiningen, Austria
- Neu-Ulm, Bawaria
- Obertshausen, Hesja